# كاستيجليون إن تيفرينا
كاستجليون إن تيفرينا هي كومونا (بلدية) في مقاطعة فتربة في منطقة لاتسيو الإيطالية، وتقع على بعد حوالي 90 كيلومتر (56 ميل) شمال غرب روما وحوالي 25 كيلومتر (16 ميل) شمال شرق فيتربو.

## التاريخ
تقع كاستجليون في منطقة استوطنها الحضارة الأتروسكانية في القدم, وكانت المدينة الحالية منذ حوالي عام 1000 عبارة عن قلعة، ثم أخذت في التطور حتى أصبحت ماهي عليه الآن, وفي عام 1351، أوَت سكان مدينة بطرنو "باترنو" والتي كانت مدمرة ذات مرة, وكانت هذه المنطقة في السابق أرض إقطاعية لعائلة مونالديشي ديلا سيرفارا, وايضا ولعائلات سافيلي, و بيعت لاحقا إلى عائلة فارنيزي في عام 1539، وكانت ايضا في ذلك الوقت جزءًا من دوقية كاسترو حتى عام 1637, عندما اشترى المواطنون حريتهم مقابل 20.000 دينار أفرنتي.
و ظلت جزءًا من الولايات البابوية حتى عام 1870، عندما ضمتها مملكة إيطاليا الموحدة حديثًا.

## المعالم السياحية
- كنيسة القديسين فيليب وجيمس, والتي تضم معمودية من أواخر القرن الخامس عشر
- كنيسة مادونا ديلا نيفي
- متحف النبيذ

## روابط خارجية
- الموقع الرسمي